# Герб Мекленбурга-Передней Померании
Земля Германии Мекленбург-Передняя Померания имеет свои символы: флаг и герб, принят в 1990 году на основе исторических символов Мекленбурга, Передней Померании и Бранденбурга.

## Описание
Большой герб представляет собой четырёхчастный щит в первой и четвёртой четвертях которого в золотом поле оторванная чёрная голова быка с серебряными рогами, червлёным языком и золотой короной, во второй — в серебряном поле червлёный восстающий грифон с золотым вооружением, в третьей — в серебряном поле червлёный орёл с золотым вооружением и обременёнными золотыми трилистниками крыльями.
В малом гербе в рассечённом на золото и серебро поле оторванная чёрная голова быка с серебряными рогами, червлёным языком и золотой короной в золоте и червлёный восстающий грифон с золотым вооружением в серебре.

## Символика
Голова быка является геральдическим символом Мекленбурга, грифон — Померании, а орёл — Бранденбурга, земли расположенной южнее Мекленбурга-Передней Померании. Двойное изображение головы быка символизирует исторические государства Мекленбург-Стрелиц и Мекленбург-Шверин.
| Мекленбург | Передняя Померания | Бранденбург |
|            |                    |             |